# Značení švýcarských lokomotiv

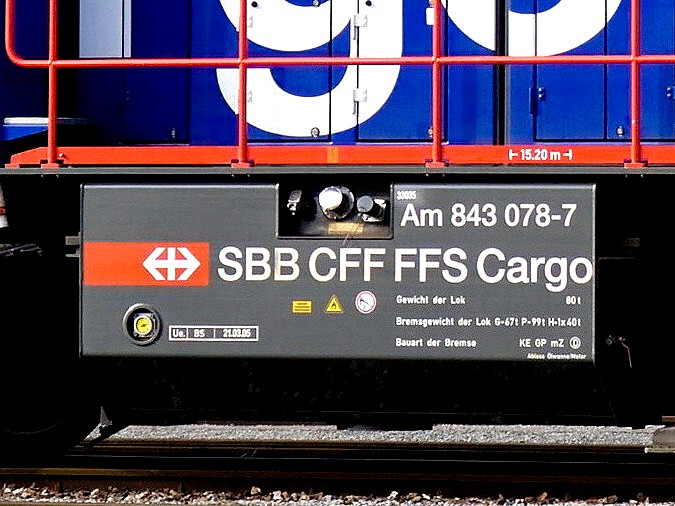
Značení SBB Am 843 078-7

Značení švýcarských lokomotiv je specifické, stejně jako v jiných zemích, pro daný region a postupně prošlo několika změnami, až ke značení podle UIC, které specifikuje mezinárodní značení železničních vozidel.
Až do roku 1902 přidělovala každá soukromá železniční společnost označení lokomotivám podle svého schématu značení. K tomuto stavu přispíval fakt, že doposud nebyl zaveden alespoň jednotný národní systém, který by určoval a specifikoval způsob, jak značení lokomotiv provádět. Až se vznikem společnosti SBB došlo ke změně a stanovení předpisu pro značení. V roce 1902 byly hlavními trakčními vozidly parní lokomotivy a značení bylo přizpůsobeno právě těmto strojům, i když byly v provozu i elektrické lokomotivy; jejichž význam však byl v této době okrajový a motorové parní vozy byly označovány jako speciální stroje.
V systému klasifikace pro železniční lokomotivy se uvádí písmenné označení podle určení nasazení lokomotivy. Další se uvádějí číslice. První číslice určuje počet poháněných náprav, za kterým následuje celkový počet náprav oddělených lomítkem. V případě lokomotivy s pohonem i bez pohonu obou náprav však nevyplývá, jaké je uspořádání pojezdu.

## Značení v letech 1902 – 1920
První systém klasifikace pochází z roku 1902. Tento systém vycházel především z rozvinutého parního provozu, doplněný o rozlišení rychlosti, ozubnice na horských tratích a používaného rozchodu. Za normální rozchod byl brán rozchod 1435 mm, ostatní rozchody byly označovány za úzké (široký rozchod není ve Švýcarsku použit).
| písmeno                                                         | doplněk              | význam                            | rychlost vmax km/h   | příklad              | poznámka             |
| Lokomotivy s tendrem                                            | Lokomotivy s tendrem | Lokomotivy s tendrem              | Lokomotivy s tendrem | Lokomotivy s tendrem | Lokomotivy s tendrem |
| --------------------------------------------------------------- | -------------------- | --------------------------------- | -------------------- | -------------------- | -------------------- |
| A                                                               |                      | normální rozchod                  | > 80                 | A 2/4, A 3/5         |                      |
| B                                                               |                      | normální rozchod                  | 70–80                | B 3/4                |                      |
| C                                                               |                      | normální rozchod                  | 60–65                | C 5/6, C 4/5         |                      |
| D                                                               |                      | normální rozchod                  | 45–55                | D 1/3, D 3/3         |                      |
| Tendrové lokomotivy (pro vedlejší tratě, posunovací lokomotiva) |                      |                                   |                      |                      |                      |
| E                                                               |                      | normální rozchod                  |                      | E 3/3, E 4/4         |                      |
| E                                                               | a                    | normální rozchod                  | > 75                 | Ea 3/6               |                      |
| E                                                               | b                    | normální rozchod                  | 70–75                | Eb 3/5               |                      |
| E                                                               | c                    | normální rozchod                  | 60–65                | Ec 3/5               |                      |
| E                                                               | d                    | normální rozchod                  | 45–55                | Ed 4/5               |                      |
| Elektrické lokomotivy                                           |                      |                                   |                      |                      |                      |
| F                                                               |                      | normální rozchod                  |                      |                      | pouze do roku 1920   |
| F                                                               | a                    | normální rozchod                  | > 75                 |                      |                      |
| F                                                               | b                    | normální rozchod                  | 70–75                | Fb 5/7               |                      |
| F                                                               | c                    | normální rozchod                  | 60–65                |                      |                      |
| F                                                               | d                    | normální rozchod                  | 45–55                |                      |                      |
| Úzkorozchodné a tramvajové lokomotivy                           |                      |                                   |                      |                      |                      |
| G                                                               |                      | lokomotiva úzkorozchodná, adhezní |                      | G 3/4                |                      |
| Ozubnicové lokomotivy                                           |                      |                                   |                      |                      |                      |
| H                                                               |                      | lokomotiva pro ozubnicovou dráhu  |                      | H 2/2                |                      |

## Značení v letech 1920 – 1989
S rozvojem železniční dopravy ve Švýcarsku došlo i k velkému rozšíření elektrických lokomotiv ve službě a tyto postupně začaly vytlačovat parní trakci. Tento stav si vynutil i změnu v systému značení lokomotiv. Mimo parních a elektrických lokomotiv byly i v malé míře zastoupeny lokomotivy dieselové, případně benzínové. U nového systému značení se předpokládalo, že bude pružnější v případě vzniku nebo potřeby zanesení dalších typů lokomotiv do systému značení. Tento systém značení mimo rozšíření o rozšířené samostatné značení elektrických lokomotiv zahrnoval i motorové vozy a jednotky, speciální stroje a další, v té době známé typy.
Pro lepší čitelnost a orientaci byl počet systémových písmen omezen na pět a to včetně malého písmene (viz dále). I přes snahu o univerzální systém značení docházelo ke kolizím při přeznačení z původního značení nebo při uvedení nového typu lokomotivy (viz dále).
| písmeno                                        | doplněk | význam                                                    | rychlost vmax km/h | příklad            | poznámka   |
| ---------------------------------------------- | ------- | --------------------------------------------------------- | ------------------ | ------------------ | ---------- |
| Elektrické lokomotivy                          |         |                                                           |                    |                    |            |
| R                                              | e       | normální rozchod, lokomotiva (souprava) s vyšší rychlostí | > 110              | Re 4/4, Re 6/6     | více než A |
| A                                              | e       | normální rozchod                                          | > 80               | Ae 6/8, Ae 6/6     |            |
| B                                              | e       | normální rozchod                                          | 70 - 80            | Be 4/6, Be 5/7     |            |
| C                                              | e       | normální rozchod                                          | 60 - 65            | Ce 6/8 II          |            |
| D                                              | e       | normální rozchod                                          | 45 - 55            | De 6/6             |            |
| Elektrické posunovací lokomotivy               |         |                                                           |                    |                    |            |
| E                                              | e       | posunovací služba, vlečky                                 |                    | Ee 3/3             |            |
| Elektrické úzkorozchodné lokomotivy            |         |                                                           |                    |                    |            |
| G                                              | e       | lokomotiva úzkorozchodná, adhezní                         |                    | Ge 6/6, Ge 4/4 III |            |
| Elektrické ozubnicové lokomotivy               |         |                                                           |                    |                    |            |
| H                                              | e       | lokomotiva pro ozubnicovou dráhu                          |                    | He 2/2             |            |
| Elektrické ozubnicové úzkorozchodné lokomotivy |         |                                                           |                    |                    |            |
| HG                                             | e       | lokomotiva pro ozubnicovou dráhu, úzkorozchodná           |                    | HGe 4/4 II         |            |
| Lokotraktor                                    |         |                                                           |                    |                    |            |
| T                                              |         | traktor, parní lokomotiva bez topeniště [1]               |                    | T 2/2              |            |
| písmeno              | doplněk | význam                                                   | příklad            | poznámka                      |
| -------------------- | ------- | -------------------------------------------------------- | ------------------ | ----------------------------- |
| rychlostní prefix    |         |                                                          |                    |                               |
| R                    | e       | samostatné motorové vozy / ucelené jednotky              | RBe 4/4, RBDe 4/4  | používá se jako prefix        |
| osobní přeprava      |         |                                                          |                    |                               |
| A                    | e       | řídící nebo motorový vůz s 1. třídou pro osobní přepravu | RAe TEE            | Trans Europ Express           |
| As                   | e       | řídící nebo motorový vůz se salonním oddílem             |                    |                               |
| B                    | e       | řídící nebo motorový vůz s 2. třídou pro osobní přepravu | Be 4/6             |                               |
| C                    | e       | řídící nebo motorový vůz s 3. třídou pro osobní přepravu | Ce 4/4             |                               |
| zásilková přeprava   |         |                                                          |                    |                               |
| D                    | e       | motorový vůz se zavazadlovým prostorem                   | De 4/4             |                               |
| K                    | e       | uzavřený nákladní vůz                                    |                    | později byly přeznačeny na Fe |
| O                    | e       | otevřený nákladní vůz                                    | Ohe 1/2 31         | Pilatusbahn                   |
| Z                    | e       | vozy s poštovním oddílem                                 | ABDZe 4/6          |                               |
| mezinárodní přeprava |         |                                                          |                    |                               |
| F                    | e       | dřívější označení D pro mezinárodní spoje                | Fe 3/3             |                               |
| zvláštní vozy        |         |                                                          |                    |                               |
| R, r                 |         | restaurační nebo bufetový vůz                            |                    | v pořadí znaků zápisu za A, B |
| S                    |         | zvláštní oddíl                                           |                    |                               |
| ST                   |         | kontejnerové vozy s vlastním pohonem                     |                    | systém CargoSprinter          |
| X, V                 |         | speciální vozy                                           | XTm, Xrotm         |                               |
| XT                   |         | speciální vozidla s vlastním pohonem                     |                    |                               |
| VT                   |         | speciální vozidla s vlastním pohonem                     |                    |                               |
| W                    |         | pravděpodobně lůžkový nebo lehátkový vůz [zdroj?]        |                    |                               |
| nepoužívané značení  |         |                                                          |                    |                               |
| L                    | e       | později opuštěné značení pro lehké jednotky              | CLe 2/4, BCLe 8/12 |                               |

### Malá písmena ve značení
Malá písmena slouží k upřesnění specifikace a byla částečně stanovena při vzniku systému a částečně doplněna v průběhu vývoje lokomotiv. Při omezení zápisu na pět písmen, má toto písmeno v zápisu přednost před velkým písmenem, i když je uvedeno až na konci.
| nezávislá trakce     |                                |                  | |
| bez uvedení          | parní                          |                  | |
| d                    | parní                          | Xrotd            | málo používané označení pro parní pohon (zde sněhová fréza) |
| a                    | akumulátorová                  | Eea 3/3, Ta      | |
| m                    | vznětlivé palivo (nafta, plyn) | Bm 4/4, CZm 1/2  | lokomotiva s dieselovým motorem, dříve také parní motorové vozy na horských tratích                                                                                                 |
| závislá trakce       |                                |                  | |
| e                    | elektrická                     | Re 4/4, RAe TEE  | |
| bez rozlišení trakce |                                |                  | |
| f                    | rádiové dálkové řízení         | Ref 460, Am 843  | Ref 460 - pouze v části série / Am 843 - série je obecně vybavena dálkovým ovládáním značení se nepoužívá u všech strojů takto vybavených, pouze pro identifikaci některých vozidel |
| h                    | ozubnicový přenos tažné síly   | Deh 4/6, Bhe 4/8 | pokud je "h" uvedeno před "a", "e" nebo "m" jedná se přenos síly jedním ozubeným kolem do hřebene, vyskytuje se pouze na horských ozubnicových tratích                              |
| t                    | řídící vůz                     |                  | stanoviště strojvedoucího v druhém čele soupravy |
| rot                  | sněhová fréza                  | Xrotd, Xrotm     | rot musí být vždy doplněno dalším označením |

### Římské číslice
I přes variabilitu možného značení bylo pro odlišení lokomotiv, které by jinak měly stejné systémové označení použít další rozlišovací znaky. Pro tyto znaky byly zvoleny římské číslice. Toto rozšíření se zejména uplatnilo u pojezdu Bo'Bo'. Příkladem je HGe 4/4 I a HGe 4/4 II.

## Značení v letech 1989 – 2008
| 1. pozice                                                                    | 1. pozice                                                                    | 2. pozice                                                                    | 2. pozice                                                                    | 3. pozice    | 3. pozice                                    | 3. pozice                    |
| ---------------------------------------------------------------------------- | ---------------------------------------------------------------------------- | ---------------------------------------------------------------------------- | ---------------------------------------------------------------------------- | ------------ | -------------------------------------------- | ---------------------------- |
| tyto pozice jsou vzájemně závislé, význam 2. pozice vždy závisí na 1. pozici | tyto pozice jsou vzájemně závislé, význam 2. pozice vždy závisí na 1. pozici | tyto pozice jsou vzájemně závislé, význam 2. pozice vždy závisí na 1. pozici | tyto pozice jsou vzájemně závislé, význam 2. pozice vždy závisí na 1. pozici |              | Elektrické lokomotivy a soupravy             | Lokotraktory výkon (kW)      |
| 0                                                                            | speciální vozidla / muzejní stroje                                           | 0                                                                            | parní lokomotiva                                                             | 0            | jednosystémová                               | do 99                        |
| 0                                                                            | speciální vozidla / muzejní stroje                                           | 1                                                                            | elektrická lokomotiva                                                        | 0            | jednosystémová                               | do 99                        |
| 0                                                                            | speciální vozidla / muzejní stroje                                           | 2                                                                            | elektrický motorový vůz                                                      | 0            | jednosystémová                               | do 99                        |
| 0                                                                            | speciální vozidla / muzejní stroje                                           | 3-6                                                                          |                                                                              | 0            | jednosystémová                               | do 99                        |
| 0                                                                            | speciální vozidla / muzejní stroje                                           | 7                                                                            | lokotraktor                                                                  | 0            | jednosystémová                               | do 99                        |
| 0                                                                            | speciální vozidla / muzejní stroje                                           | 8                                                                            | sněhové frézy, pluhy                                                         | 0            | jednosystémová                               | do 99                        |
| 0                                                                            | speciální vozidla / muzejní stroje                                           | 9                                                                            | speciální                                                                    | 0            | jednosystémová                               | do 99                        |
| 1                                                                            | Zentralbahn (dříve Brünigbahn)                                               | 0                                                                            | HGe                                                                          | 1            | jednosystémová, DB kompatibilní              | 100 - 199                    |
| 1                                                                            | Zentralbahn (dříve Brünigbahn)                                               | 1                                                                            | De                                                                           | 1            | jednosystémová, DB kompatibilní              | 100 - 199                    |
| 1                                                                            | Zentralbahn (dříve Brünigbahn)                                               | 2                                                                            | Tem                                                                          | 1            | jednosystémová, DB kompatibilní              | 100 - 199                    |
| 1                                                                            | Zentralbahn (dříve Brünigbahn)                                               | 3                                                                            | Tm                                                                           | 1            | jednosystémová, DB kompatibilní              | 100 - 199                    |
| 1                                                                            | Zentralbahn (dříve Brünigbahn)                                               | 4                                                                            | Tea                                                                          | 1            | jednosystémová, DB kompatibilní              | 100 - 199                    |
| 1                                                                            | Zentralbahn (dříve Brünigbahn)                                               | 5-6                                                                          |                                                                              | 1            | jednosystémová, DB kompatibilní              | 100 - 199                    |
| 1                                                                            | Zentralbahn (dříve Brünigbahn)                                               | 7                                                                            | lokotraktor                                                                  | 1            | jednosystémová, DB kompatibilní              | 100 - 199                    |
| 1                                                                            | Zentralbahn (dříve Brünigbahn)                                               | 8                                                                            | sněžná fréza, pluh                                                           | 1            | jednosystémová, DB kompatibilní              | 100 - 199                    |
| 1                                                                            | Zentralbahn (dříve Brünigbahn)                                               | 9                                                                            |                                                                              | 1            | jednosystémová, DB kompatibilní              | 100 - 199                    |
| 2                                                                            | lokotraktor                                                                  | 0                                                                            | akumulátorový lokotraktor (Ta)                                               | 2            | dvousystémová                                | 200 - 299                    |
| 2                                                                            | lokotraktor                                                                  | 1                                                                            | elektrický trolejový lokotraktor (Te)                                        | 2            | dvousystémová                                | 200 - 299                    |
| 2                                                                            | lokotraktor                                                                  | 2                                                                            | hybridní lokotrakror (elektro/diesel) (Tem)                                  | 2            | dvousystémová                                | 200 - 299                    |
| 2                                                                            | lokotraktor                                                                  | 3                                                                            | dieselový lokotraktor (Tm)                                                   | 2            | dvousystémová                                | 200 - 299                    |
| 2                                                                            | lokotraktor                                                                  | 4                                                                            | lokotraktor trojelový, akumulátorový (Tea)                                   | 2            | dvousystémová                                | 200 - 299                    |
| 2                                                                            | lokotraktor                                                                  | 5-9                                                                          |                                                                              | 2            | dvousystémová                                | 200 - 299                    |
| 3                                                                            | elektrická lokomotiva, 3 hnací nápravy                                       | 0                                                                            | bez římské číslice podle předchozího značení                                 | 3            | třísystémová[2] jednosystémová (podtřída)[3] | 300 - 399                    |
| 3                                                                            | elektrická lokomotiva, 3 hnací nápravy                                       | 1-9                                                                          | podle římské číslice (I…IX) na konci předchozího označení                    | 3            | třísystémová[2] jednosystémová (podtřída)[3] | 300 - 399                    |
| 4                                                                            | elektrická lokomotiva, 4 hnací nápravy                                       | 0                                                                            | bez římské číslice podle předchozího značení                                 | 4            | čtyřsystémová                                | 400 - 499                    |
| 4                                                                            | elektrická lokomotiva, 4 hnací nápravy                                       | 1-9                                                                          | podle římské číslice (I…IX) na konci předchozího označení                    | 4            | čtyřsystémová                                | 400 - 499                    |
|                                                                              |                                                                              |                                                                              |                                                                              | provozovatel |                                              |                              |
| 5                                                                            | lokomotiva / motorový vůz                                                    | 0                                                                            | soupravy pro dlouhé vzdálenosti                                              | 5            | BLS                                          | BLS                          |
| 5                                                                            | lokomotiva / motorový vůz                                                    | 1                                                                            | souprava příměstské dopravy                                                  | 5            | BLS                                          | BLS                          |
| 5                                                                            | lokomotiva / motorový vůz                                                    | 2                                                                            | regionální souprava                                                          | 5            | BLS                                          | BLS                          |
| 5                                                                            | lokomotiva / motorový vůz                                                    | 3                                                                            | motorové vozy 1. a 2. třídy                                                  | 5            | BLS                                          | BLS                          |
| 5                                                                            | lokomotiva / motorový vůz                                                    | 4                                                                            | motorové vozy 2. třídy                                                       | 5            | BLS                                          | BLS                          |
| 5                                                                            | lokomotiva / motorový vůz                                                    | 5                                                                            | lehké motorové vozy 2. třídy                                                 | 5            | BLS                                          | BLS                          |
| 5                                                                            | lokomotiva / motorový vůz                                                    | 6                                                                            | nové motorové vozy 2. třídy se zavazadlovým prostorem                        | 5            | BLS                                          | BLS                          |
| 5                                                                            | lokomotiva / motorový vůz                                                    | 7                                                                            | staré motorové vozy 2. třídy se zavazadlovým prostorem                       | 5            | BLS                                          | BLS                          |
| 5                                                                            | lokomotiva / motorový vůz                                                    | 8                                                                            | zavazadlový vůz                                                              | 5            | BLS                                          | BLS                          |
| 5                                                                            | lokomotiva / motorový vůz                                                    | 9                                                                            | dieselový motorový vůz                                                       | 5            | BLS                                          | BLS                          |
| 6                                                                            | elektrická lokomotiva, více než 4 hnací nápravy                              | 0                                                                            |                                                                              | 6            | část BLS                                     | ostatní soukromé společnosti |
| 6                                                                            | elektrická lokomotiva, více než 4 hnací nápravy                              | 1                                                                            | Ae                                                                           | 6            | část BLS                                     | ostatní soukromé společnosti |
| 6                                                                            | elektrická lokomotiva, více než 4 hnací nápravy                              | 2                                                                            | Re                                                                           | 6            | část BLS                                     | ostatní soukromé společnosti |
| 6                                                                            | elektrická lokomotiva, více než 4 hnací nápravy                              | 3-9                                                                          |                                                                              | 6            | část BLS                                     | ostatní soukromé společnosti |
| 7                                                                            | servisní a stavební stroje a stroje údržby s vlastním pohonem                | 0-9                                                                          | rezervováno                                                                  | 7            | část BLS                                     | ostatní soukromé společnosti |
| 8                                                                            | dieselová lokomotiva                                                         | 0                                                                            |                                                                              | 8            | část BLS                                     | ostatní soukromé společnosti |
| 8                                                                            | dieselová lokomotiva                                                         | 1-9                                                                          | počet hnacích náprav                                                         | 8            | část BLS                                     | ostatní soukromé společnosti |
| 9                                                                            | posunovací lokomotiva                                                        | 0                                                                            |                                                                              | 9            | rezervováno                                  | rezervováno                  |
| 9                                                                            | posunovací lokomotiva                                                        | 1-9                                                                          | počet hnacích náprav                                                         | 9            | rezervováno                                  | rezervováno                  |
Příklady značení: • Xrotm 080 - označuje sněhové frézy • HGe 101 - Brünigbahn, bývalé lokomotivy s označením HGE 4/4 II • HGE 100 - Brünigbahn, bývalé lokomotivy s označením HGE 4/4 I (vyřazeny) • Tm 234 - traktor, dieselový pohon, 4 typová série • Re 465 - Re 460 BLS
RBDe 561 - německá NPZ (RBDe 560) • Re 620 - Re 6/6 • Am 841 - čtyřnápravová dieselová lokomotiva, 4 typová série • Ee 934 - čtyřsystémová posunovací lokomotiva Ee 3/3 IV (Chiasso a Ženeva) • Re 482 - dvousystémová elektrická lokomotiva

### Číselné značení soukromých společností
Pro číselné značení soukromých společností jsou na třetí pozici rezervovány číslice 5 až 8. Číslice 5 je v celém rozsahu rezervována pro společnost BLS, nyní BLS AG, číslice 6 - 8 jsou sdílené. K tomuto číslu se přidává další číslice z důvodu potřebného rozsahu seznamu. V seznamu jsou uvedeny společnosti, jejichž stroje mohou být ve službě na tratích SBB.
| kód               | společnost                                                                                    | kód | společnost                                                                          | kód | společnost                                                              |
| ----------------- | --------------------------------------------------------------------------------------------- | --- | ----------------------------------------------------------------------------------- | --- | ----------------------------------------------------------------------- |
| 5 (třetí číslice) |                                                                                               |     |                                                                                     |     |                                                                         |
| 50-59             | BLS                                                                                           | BLS | BLS                                                                                 | BLS | BLS                                                                     |
| 6 (třetí číslice) |                                                                                               |     |                                                                                     |     |                                                                         |
| 60                | Schweizerische Südostbahn (SOB), dříve Bodensee-Toggenburg-Bahn (BT)                          | 65  | Sihltal Zürich Uetliberg Bahn (SZU)                                                 | 68  | Rezervováno, do roku 2010 Thurbo                                        |
| 61-63             | Regionalverkehr Mittelland (RM), dříve EBT/VHB/SMB, dnes BLS                                  | 66  | Thurbo, dříves Mittelthurgaubahn (MThB)                                             | 69  | BABHE, dříve OKK                                                        |
| 64                | dříve Schweizerische Südostbahn (SOB)                                                         | 67  | Thurbo                                                                              |     |                                                                         |
| 7 (třetí číslice) |                                                                                               |     |                                                                                     |     |                                                                         |
| 70-71             | Transports publics Fribourgeois (TPF), dříve C d f Fribourgeois Gruyère-Fribourg-Morat (GFM)  | 74  | Chemins de fer du Jura (CJ)                                                         | 77  | Soukromé (původně určené pro západní oblast)                            |
| 72                | Oensingen-Balsthal-Bahn (OeBB), nepoužívá se                                                  | 75  | Transports de Martigny et Régions (TMR), dříve Chemin de fer Martigny-Orsières (MO) | 78  | Soukromé (původně určené pro střední oblast)                            |
| 73                | Transports Régionaux Neuchâtelois (TRN), dříve Chemin de fer Régional du Val-de-Travers (RVT) | 76  | Chemin de fer Orbe-Chavornay (OC)                                                   | 79  | Soukromé včetně Lokoop (původně určené pro východní oblast)             |
| 8 (třetí číslice) |                                                                                               |     |                                                                                     |     |                                                                         |
| 80                | Post (POST), dříve (PTT)                                                                      | 84  | BDWM Transport (BDWM), dříve Wohlen-Meisterschwanden-Bahn (WM)                      | 87  | Appenzeller Bahnen, dříve Rorschach-Heiden-Bergbahn (RHB), nepoužívá se |
| 81                | bývalý Sensetalbahn (STB)                                                                     | 85  | Sursee-Triengen-Bahn (ST), nepoužívá se                                             | 87  | Appenzeller Bahnen, dříve Rorschach-Heiden-Bergbahn (RHB), nepoužívá se |
| 82                | Tramway Sud-Ouest Lausannois (TSOL)                                                           | 86  | Rigi-Bahnen (RB), dříve Arth-Rigi-Bahn (ARB)/Vitznau-Rigi-Bahn (VRB)                | 88  | původní Zahnradbahn Lausanne-Ouchy (LO)                                 |
| 83                | TRAVYS, dříve Chemin de fer Pont-Brassus (PBr)                                                | 86  | Rigi-Bahnen (RB), dříve Arth-Rigi-Bahn (ARB)/Vitznau-Rigi-Bahn (VRB)                | 89  | Kriens-Luzern-Bahn (KLB), nepoužívá se                                  |

### Doplňkové číslice
Po zavedení značení v roce 1989 nastala kolize mezi jednotlivými typy lokomotiv a jejich novým značením, kdy jedno označení bylo použitelné na více lokomotiv. Proto bylo označení rozšířeno o tři doplňkové číslice, a k číslu byl vytvořen kontrolní součet.
| popis            | 1. pozice | 2. pozice | 3. pozice | 4. pozice | 5. pozice | 6. pozice | součet číslic |
| ---------------- | --------- | --------- | --------- | --------- | --------- | --------- | ------------- |
| číslo lokomotivy | 4         | 6         | 0         | 0         | 3         | 8         |               |
| násobek          | 1         | 2         | 1         | 2         | 1         | 2         |               |
| výsledek         | =4        | =12       | =0        | =0        | =3        | =16       |               |
| součty           | 4         | +1 +2     | +0        | +0        | +3        | +1 +6     | =17           |
Výsledné doplňkové číslo je potom rozdíl mezi nejbližším desítkovým číslem a součtem číslic, tedy výsledné doplňkové číslo: 20 - 17 = 3. Výsledné označení lokomotivy má tvar Re 460'038-3

## Značení od roku 2008 (UIC)
Od roku 1988 je ve Švýcarsku postupně zaváděno jednotné mezinárodní značení, které je podmínkou pro to, aby lokomotivy mohly přejíždět hranice státu. Tuto normu vydala UIC pro hnací vozidla jako svou vyhlášku UIC 438-3. Značení podle UIC obsahuje 11 číslic a kontrolní číslici.
První čtyři číslice jsou součástí mezinárodního kódu, za kterým následuje národní blok se sedmi číslicemi. Ve Švýcarsku, kde měl tento blok šest číslic, je jeho první číslice (pátá číslice celého čísla) podle UIC doplněna tak, aby se kontrolní číslice původního šestimístného a nového jedenáctimístného čísla shodovaly; jiný význam nemá. Národní blok je popsán výše, mezinárodní blok následuje zde.
Mezinárodní blok je rozdělen do dvou částí. První dvě číslice představují UIC kód druhu vozidla a jeho schopnosti interoperability, za kterým následuje UIC kód země se dvěma pozicemi, pro Švýcarsko 85.
| kód | význam                                               |
| --- | ---------------------------------------------------- |
| 90  | nespecifikovaný stroj                                |
| 91  | elektrická lokomotiva s rychlostí vyšší než 100 km/h |
| 92  | dieselová lokomotiva s rychlostí vyšší než 100 km/h  |
| 93  | elektrická jednotka s rychlostí vyšší než 190 km/h   |
| 94  | elektrická jednotka s rychlostí do 190 km/h          |
| 95  | dieselová jednotka                                   |
| 96  | vložené vozy jednotky                                |
| 97  | elektrická lokomotiva s rychlostí do 100 km/h        |
| 98  | dieselová lokomotiva s rychlostí do 100 km/h         |
| 99  | železniční vozy                                      |
Ukázka vývoje značení
| původní značení          |               |               | Re            | 4/4           | XIII          |               |               |
| staré značení            |               |               | Re            | 482           |               |               |               |
| staré značení s doplňkem |               |               | Re            | 482           | '024          | -             | 7             |
| UIC značení              | 91            | 85            | 4             | 482           | 024           | -             | 7             |
| výrobce                  | Traxx F140 AC | Traxx F140 AC | Traxx F140 AC | Traxx F140 AC | Traxx F140 AC | Traxx F140 AC | Traxx F140 AC |